# Denílson Pereira Neves
Denílson Pereira Neves (San Paolo, 16 febbraio 1988) è un ex calciatore brasiliano, di ruolo centrocampista.
Durante la sua carriera ha vinto solamente titoli internazionali, tutti con la maglia del San Paolo: la Libertadores e il Mondiale per club 2005 e la Copa Sudamericana 2012.
Calciatore dotato tecnicamente e dotato di un tiro da fuori potente e preciso, giocava come centrocampista centrale, ma agiva con buoni risultati anche come mezzala e persino come trequartista. Inizialmente descritto come uno dei maggiori prospetti brasiliani, ha avuto una brusca frenata per colpa di numerosi infortuni

## Carriera

### Club

#### San Paolo
Ha fatto parte della squadra del São Paolo che ha conquistato la Coppa Libertadores 2005 e la Coppa del Mondo per club 2005. È sempre stato considerato, però, come una riserva ed ha giocato solo 12 partite, delle quali solo 8 da subentrante.

#### Arsenal
Il 31 agosto 2006, è passato all'Arsenal in cambio di 3,4 milioni di sterline ed ha scelto la maglia numero 15. Molti sono stati sorpresi da questo trasferimento, vista la sua mancanza di esperienza.
È stato incluso tra i convocati per la trasferta in casa del CSKA Mosca del 17 ottobre 2006, ma è rimasto in panchina e non è stato impiegato. Ha debuttato il 24 ottobre, in una partita di Coppa di Lega contro il West Bromwich.
Nella stagione 2006-2007, Denílson è stato sempre impiegato in tutte le partite di Coppa di Lega inglese dall'Arsenal.
Il 30 dicembre 2006 ha debuttato in campionato, nella sconfitta per 1 a 0 della sua squadra contro lo Sheffield United, a Bramall Lane.
Il primo gol con la maglia dei Gunners è arrivato il 25 settembre 2007, in una partita di Coppa di Lega contro il Newcastle. La buona prestazione ha tranquillizzato i tifosi dell'Arsenal sulle sue qualità e il club gli ha rinnovato il contratto. Ha segnato un'altra rete contro lo Sheffield United, sempre in Coppa. Ha ricevuto il suo primo cartellino rosso in una partita contro il Blackburn.
Era considerato uno dei possibili sostituti di Mathieu Flamini, che aveva appena lasciato l'Arsenal. È partito titolare nella prima partita di campionato 2008-2009.
Il suo primo match campionato 2009-2010 è stato molto positivo: con un potente tiro da 25 metri entrato in rete ha aiutato i Gunners a vincere in trasferta per 6-1 contro l'Everton al Goodison Park..

#### Ritorno al San Paolo
Il 18 luglio 2011 viene ceduto in prestito al San Paolo, sua ex squadra.

#### Al-Wahda, Cruzeiro, Botafogo e Sliema Wanderers
Nel luglio 2015 viene acquistato per poco più di 3 milioni dagli emirati dell'Al-Wahda. Il 20 agosto successivo fa il suo esordio in campionato nella vittoria esterna per 0-4 contro il Dibba Al-Fujairah. A fine campionato centra il 3º posto finale e vince la UAE Arabian Gulf Cup (segnando tra l'altro il gol dell'1-0 decisivo in finale al 1º minuto di gioco contro l'Al Shabab). A fine stagione viene mandato in prestito al Cruzeiro, tornando così nel suo Paese natale.
Dopo una breve esperienza nel Botafogo di Ribeirão Preto, nell'agosto 2020 si accorda con la squadra maltese degli Sliema Wanderers per un contratto di durata annuale.

### Nazionale
Ha fatto parte della selezione U17 brasiliana, vincendo anche il campionato sudamericano. A novembre 2006, ha ricevuto la prima convocazione dalla nazionale del Brasile maggiore, per un'amichevole contro la Svizzera, ma è rimasto in panchina per tutta la gara.

## Statistiche

### Presenze e reti nei club
Statistiche aggiornate al 14 dicembre 2013.
| Club           | Stagione       | Campionato     | Campionato | Campionato | Coppe nazionali | Coppe nazionali | Coppe nazionali | Coppe europee | Coppe europee | Coppe europee | Altre coppe | Altre coppe | Altre coppe | Totale | Totale | Totale |
| Club           | Stagione       | Cmp.           | Pres.      | Reti       | Cmp.            | Pres.           | Reti            | Cmp.          | Pres.         | Reti          | Cmp.        | Pres.       | Reti        | Pres.  | Reti   |        |
| -------------- | -------------- | -------------- | ---------- | ---------- | --------------- | --------------- | --------------- | ------------- | ------------- | ------------- | ----------- | ----------- | ----------- | ------ | ------ | ------ |
| 2006-2007      | Arsenal        | PL             | 10         | 0          | FACup+CdL       | 2+6             | 0               | UCL           | 1             | 0             | -           | -           | -           | 19     | 0      |        |
| 2007-2008      | Arsenal        | PL             | 13         | 0          | FACup+CdL       | 1+5             | 0+2             | UCL           | 4             | 0             | -           | -           | -           | 23     | 2      |        |
| 2008-2009      | Arsenal        | PL             | 37         | 3          | FACup+CdL       | 2+0             | 0               | UCL           | 12            | 0             | -           | -           | -           | 51     | 3      |        |
| 2009-2010      | Arsenal        | PL             | 20         | 4          | FACup+CdL       | 1+0             | 1               | UCL           | 7             | 1             | -           | -           | -           | 28     | 6      |        |
| 2010-2011      | Arsenal        | PL             | 16         | 0          | FACup+CdL       | 11              | 0               | UCL           | 5             | 0             | -           | -           | -           | 32     | 0      |        |
| Totale Arsenal | Totale Arsenal | Totale Arsenal | 96         | 7          |                 | 28              | 3               |               | 29            | 1             |             |             |             | 153    | 11     |        |

## Palmarès

### Club
- Coppa Libertadores: 1

San Paolo: 2005
- Coppa del mondo per club: 1

San Paolo: 2005
- Coppa Sudamericana: 1

San Paolo: 2012

### Nazionale
- Campionato sudamericano Under-17: 1

Brasile: 2005